# Liturghia ortodoxă (bizantină)

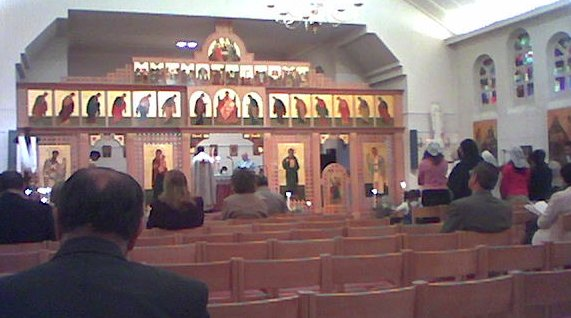
Începutul liturghiei, la Biserica Sf. Ioan Gură-de-Aur în Etterbeek (Belgia).

Liturghia bizantină reprezintă euharistia în ritul bizantin.
Precum toate riturile creștine, ritul bizantin are propriile rugăciuni și cântări pentru sărbătorirea euharistiei.
Ca orice euharistie, liturghia în ritul bizantin are două părți principale, și anume:
- liturghia cuvântului sau a catehumenilor;
- liturghia altarului sau euharistică sau a sfintei taine, ori a sfintei jertfe.

Totuși, ofertoriul poate fi disociat de restul liturghiei euharistice, încât pregătirea darurilor împreună cu rugăciunile ofertoriului constituie o ceremonie specială numită proscomidie sau proteză.

## Istoric

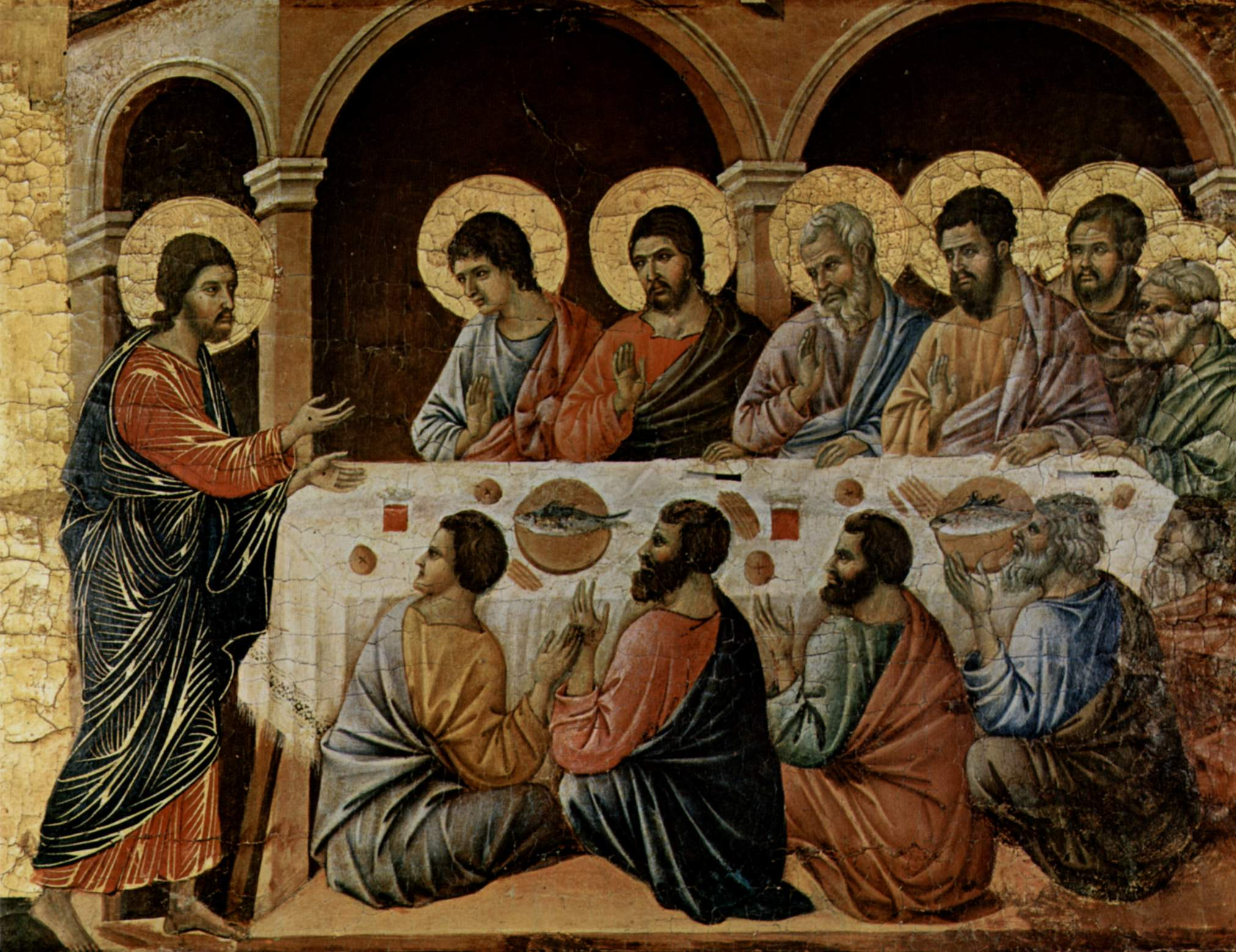

Ritul bizantin, împreună cu cel latin, sunt rituri imperiale sau împărătești. Ele s-au format la curțile împăraților romani de Răsărit și Apus, iar ceremoniile liturgice au recuperat o mare parte din ceremoniile civile de la curte. Drept aceea, liturghia bizantină are un fast deosebit.
A doua sursă a ritului bizantin constituie ceremoniile monahale din Palestina, care au câteva repercusiuni și asupra liturghiei.
A treia sursă a formei liturghiei bizantine constituie diferite reforme liturgice, dintre care cele mai multe provin din secolele al IX-lea și al XI-lea.
Pe lângă acestea, există multe diferențe de mici amănunte ceremoniale între ramurile grecească, slavă, melkită, românească și altele.

## Uzajuri multiple
Pentru prima dată, monahii de la Mănăstirea Chevetogne au publicat diferențele dintre greci și slavi în slujirea liturghiei, în cartea de slujbe «La Prière des Églises de rite byzantin», precum și în manualele de slujbă ulterioare – liturghier, arhieraticon, etc – alcătuite de arhidiaconul Denis Guillaume.
Între timp, parohiile și mănăstirile de rit bizantin din Occident au adoptat uzajuri diferite, dintre care cele mai multe au restaurat obiceiuri liturgice vechi de dinainte de reformele liturgice. Monahii de la Mănăstirea Cantauque, de aparteneță ortodoxă română însă de tradiție melkită, au publicat un liturghier în două ediții, în care prezintă, sub formă de note finale, cele mai mici detalii între greci, slavi, melkiți și români, precum și diferite specificități din diferite colțuri ale lumii. Totuși textul de bază reprezintă o recuperare largă a uzajurilor vechi. Acest liturghier e folosit ca bază a articolului nostru, precum și liturghierul grecesc de la Atena.

## Liturghia cuvântului
În ritul bizantin, liturghia cuvântului este împletită fie cu tipicele, fie cu vecernia. În cazul în care e împletită cu tipicele, conține o pregătire, o formulă trinitară, trei antifoane intercalate cu două sinapte, o procesiune de intrare cu evangheliarul, un isodicon, rugăciunea trisagiului și trisagiul, prochimenul, citirea apostolului, cântarea aleluii, citirea evangheliei, eventual predica, și ectenia stăruitoare.
În cazul în care liturghia cuvântului este împletită cu vecernia, se procedează în modul următor: se începe vecernia în mod solemn, ca pentru liturghie. Aceasta continuă până la procesiunea de intrare, care se face cu evangheliarul. Se cântă imnul «Lumină lină», după care se trece direct la citirile din Vechiul Testament, urmate de prochimene câte trei în parte. Apoi urmează rugăciunea trisagiului și trisagiul, un ultim prochimen, apostolul, evanghelia, predica și ectenia stăruitoare.
Aici ne vom ocupa amănunțit de liturghia cuvântului împletită cu tipicele.

### Tămâierea mare
Proestosul, preot sau episcop, îmbrăcat cu toate veșmintele – stihar, patrafir, brâu, mânecuțe și felon – tămâiază presbiteriul, icoanele și poporul, până în nartex și până la ușa locașului de cult. Tămâind rostește psalmul 51. Duminica, la greci și în Ardeal, această tămâiere se face în timpul doxologiei mari de la sfârșitul utreniei, căci în aceste părți utrenia precede liturghia.
Se întoarce la locul unde prezidează. După obiceiurile vechi, acest loc ar trebui să fie la intrarea în naos, un jilț (strană) cu spatele la nartex și cu fața spre altar. După rubricile medievale, preotul prezidează tocmai din fața altarului, ca în timpul liturghiei euharistice, pe când episcopul urmează obiceiul vechi.

### InvocareaDuhului Sfânt
Proestosul, cu mâinile ridicate, rostește stihira «Împărate ceresc», apoi stihurile următoare:
«Slavă întru cele de sus lui Dumnezeu, și pe pământ pace, între oameni bunăvoire!» (Evanghelia după Luca II:14).
«Doamne, buzele mele le deschide, și gura mea va vesti lauda ta.» (Psalmul 50:16).

### Binecuvântarea trinitară
Proestosul sărută evanghelia (și altarul, dacă e în fața altarului). Cu evanghelia în mână trasează semnul crucii peste credincioși (sau peste antimis), zicând:
«Bine este cuvîntată împărăția Tatălui și a Fiului și a Sfântului Duh, acum și pururea și în vecii vecilor.»
În timpul pascal, urmează stihurile Paștilor.
Diaconul sau preotul citește ectenia mare, poporul răspunzând «Kyrie eleison» după fiecare cerere.

### Sinapte și antifoane
Proestosul sau unul din preoții conslujitori recită prima rugăciune sinaxă, ce are conținutul următor:
«Doamne, Dumnezeul nostru, a cărui stăpânire este neasemăntă și mărire neajunsă, a cărui milă este nemasurată și iubirea de oameni nespusă, însuți, Stăpâne, după bună îndurarea ta, caută spre noi și spre sfânt locașul acesta, și fă cu noi și cu cei ce se roagă împreună cu noi, milele tale cele bogate și îndurările tale, că ție se cuvine toată marirea, cinstea și închinăciunea, Tatălui și Fiului și Sfântului Duh, acum și pururea și în vecii vecilor.»

#### Antifonul I
Poporul cântă primul antifon. La slavi și melkiți, fiecare zi de peste săptămână și fiecare sărbătoare au stihuri proprii, urmate întotdeauna de refrenul:
«Pentru rugăciunile Născătoarei de Dumnezeu, mântuitorule, mântuiește-ne pe noi.»
La români, în afara sărbătorilor, există un antifon I comun tuturor zilelor:
«Mărire Tatălui și Fiului și sfântului Duh, și acum și pururea și în vecii vecilor. Amin. Binecuvintează, suflete al meu pe Domnul, și toate cele dinlăuntrul meu numele cel sfânt al lui. Bine ești cuvîntat, Doamne!» (din Psalmul 103).
La greci, peste săptămână și în sărbători se cântă stihuri, cu refrenul: «Pentru rugăciunile, iar duminica tot psalmul 103.

#### Sinaptă
Diaconul rostește ectenia mică, sau pur și simplu invitația: «Domnului să ne rugăm!», apoi proestosul sau un al doilea conslujitor recită a doua sinaxă:
«Doamne, Dumnezeul nostru, mântuiește poporul tău și binecuvintează moștenirea ta; plinirea Bisericii tale în pace păzește-o; sfințește-i pe cei ce iubesc podoaba casei tale; tu pe aceștia îi preamărește cu dumnezeiască puterea ta, și nu ne lasa pe noi, cei ce nădăjduim întru tine, că a ta este stăpânirea, și a ta este împărăția și putea și mărirea: a Tatălui și a Fiului și a Sfântului Duh, acum și pururea și în vecii vecilor.»

#### Antifonul al II-lea
Se cântă al doilea antifon. Cât despre stihuri și uzajuri, totul se petrece ca în cazul primului antifon, dar cu refrenul următor:
«Mântuiește-ne pe noi, Fiule al lui Dumnezeu, cel ce ai înviat din morți, pe noi, care îți cântăm ție. Aleluia.»
Peste săptămână, cuvintele «cel ce ai înviat din morți» se înlocuiesc cu: «cel ce ești minunat între sfinți», iar la sărbători există cuvinte specifice. La greci, duminica se cântă psalmul 146.
După doxologia minoră, se cântă imnul «Unule-născut». La români, doar acesta se cântă drept antifonul al II-lea, în afara sărbătorilor.

#### Sinaptă
Diaconul rostește ectenia mică, sau pur și simplu invitația: «Domnului să ne rugăm!», apoi proestosul sau un al treilea conslujitor recită a treia sinaxă:
«Cela ce ne-ai dăruit aceste rugăciuni de obște și de unire, cela ce, și la doi și trei care se unesc întru numele tău, te-ai făgăduit să le împlinești cererile, însuți împlinește și acum cererile cele de folos ale robilor tăi, dându-ne întru aceasta lume de acum cunoștința adevărului tău, iar în cea viitore viața de veci, că bun și prieten al oamenilor Dumnezeu ești, și ție mărire-ți înălțăm: Tatălui și Fiului și Sfântului Duh, acum și pururea și în vecii vecilor.»

#### Antifonul al III-lea
Antifonul al treilea variază foarte mult între diferitele uzajuri. Doar la sărbători acesta e identic peste tot. În zilele obișnuite, la români se cântă Fericirile (textul din Evanghelia după Matei), una după alta, fără stihiri și fără doxologie minoră la sfârșit.

### Intrarea mică
Dacă proestosul și conslujitorii sunt în naos, se alinează în procesiune spre presbiteriu, diconul ducând evangheliarul ridicat în mod solemn, în așa fel încât învierea lui Iisus, întipărită pe copertă, să fie în văzul lui și al poporului. Episcopul se pune ultimul în procesiune.
Dacă slujitorii se află deja în presbiteriu, trebuie să ia evangheliarul de pe antimis (care se află pe altar), să înconjure altarul, apoi să iasă prin ușa din stânga (cea dinspre nord, dacă altarul se află îndreptat spre est). La greci și melkiți procesiunea merge până la ușa bisericii, revenind pe solee, pe când la slavi clericii trec direct pe solee.
Proestosul rostește rugăciunea intrării:
«Stăpâne, Doamne, Dumnezeul nostru, cela ce ai așezat în ceruri cetele și corurile îngerilor și ale arhanghelilor, spre slujba măririi tale, fă ca, împreună cu intrarea noastră și fie și intrarea sfinților îngeri, care slujesc împreună cu noi, și împreună preamăresc bunătatea ta, că ție se cuvine toată mărirea, cinstea și închinăciunea: Tatălui și Fiului și Sfântului Duh, acum și pururea și în vecii vecilor. Amin.»
Diaconul strigă cu voce tare: «Înțelepciune! Drepți!», apoi intră în presbiteriu, așază evangheliarul pe altar, iar ceilalți clerici merg după el. Ïntre timp, poporul cântă isodiconul, care are de obicei conținutul următor:
«Veniți să ne închinăm și să cădem la Hristos!»
Acesta e urmat de refrenul: «Mântuiește-ne pe noi...», ca la antifonul al II-lea.
Între timp, se pot cânta troparele. Pentru duminici și sărbători, se cântă mai întâi troparul învierii, apoi troparul sfântului zilei, apoi «Mărire Tatălui și Fiului și Sfântului Duh» cu «condac»ul sfântului, și «și acum și pururea și în vecii vecilor. Amin.» cu condacul învierii. Pentru zilele de peste săptămână, sărbătorile sfinților și ale Mariei, se cântă mai întâi troparul sfântului, apoi «Mărire... și acum...» cu condacul sfântului.
Dacă este rînduit botez în cadrul liturghiei, atunci catecumenatul, botezul și mirul se fac în acest moment al liturghiei. Tot aici poate fi intercalată hirotonirea întru episcop, după care urmează trisagiul.

### Trisaghionul

#### Rugăciunea trisagiului
Mai întâi diaconul rostește invitația: «Domnului să ne rugăm!», apoi proestosul sau un al patrulea conslujitor recită rugăciunea trisagiului:
«Dumnezeule cel sfânt, care între sfinți te odihnești, cel ce cu glas întreit-sfânt ești lăudat de serafimi și preamărit de heruvimi, și de toată puterea cerească adorat, cela ce din neființă la ființă ai adus toate, care ai zidit pe om după chipul și asemanarea ta, și cu harul tău l-ai împodobit, cel ce dai intelepciune și pricepere celui ce cere, și nu treci cu vederea pe cel ce greșește, ci îi rînduiesti pocăință spre mântuire; carele ne-ai invrednicit pe noi, smeriții și nevrednicii robii tăi robi, și în ceasul acesta a sta înaintea măririi sfântului tău altar și a-ți aduce datornica închinăciune și cuvîntare de preamărire, însuți Stăpâne, primește și din gura noastră, a celor păcătoși, întreit-sfânta cântare, și ne cercetetază cu bunatatea ta; iartă-ne toata greșeala cea de voie și cea fără de voie; sfințește sufletele si trupurile noastre; și ne dă să-ți slujim ție întru cuviință în toate zilele vieții noastre, pentru rugăciunile sfintei Nascatoare de Dumnezeu și ale tuturor sfinților care din veci ți-au bineplacut, că sfânt ești, Dumnezeul nostru, și ție mărire-ți înălțăm: Tatălui și Fiului și Sfântului Duh, acum și pururea și în vecii vecilor.»
La sărbătorile crucii, rugăciunea de mai sus e înlocuită cu sinaxa următoare:
«Stăpâne, Doamne, Dumnezeul puterilor, mântuiește poporul tău, și în pace îl păzește, cu puterea sfântului tău Duh, prin chipul cinstitei Cruci a unuia-născut Fiului tău, cu care împreună bine ești cuvîntat, cu preasfântul și bunul și de viață făcătorul tău Duh, acum și pururea și în vecii vecilor.»

#### Cântarea trisagiului
După rugăciune se cântă trisagiul propriu-zis, în stil occidental, care le pomenește pe cele trei persoane ale Sfintei Treimi:
«Sfinte Dumnezeule, Sfinte tare, Sfinte fără de moarte, miluiește-ne pe noi.»
Aceasta se cântă de trei ori. La melkiți, cei din presbiteriu cântă pentru a treia oară. Poporul continuă cu doxologia minoră, apoi ultimele două părți ale trisagiului: «Sfinte fără de moarte, miluiește-ne pe noi», și din nou trisagiul întreg, cu voce puternică.
La Paști, Crăciun și Bobotează, inclusiv la liturghiile privegherii din ajun, precum și la oricare liturghie când ar fi și botez, în locul cântării trisagiului, se cântă stihul următor: «Câți în Hristos v-ați botezat, în Hristos v-ați și îmbrăcat. Aleluia!»
La sărbătorile crucii, trisagiul e înlocuit cu troparul următor: «Crucii tale ne închinăm, Christoase, și sfântă învierea ta o lăudăm și o mărim.»

## Muzică
Cântările Dumnezeieștii Liturghii interpretate în limba română de Corul bizantin al Patriarhiei Române.